# Żylino (obwód królewiecki)
Żylino (ros. Жилино) – osiedle w Rosji, w obwodzie królewieckim, w rejonie niemańskim. W 2010 liczyło 931 mieszkańców.
W późnym XIX wieku wieś zamieszkiwała ludność litewskojęzyczna.